# Setmana Catalana de 1994
La Setmana Catalana de 1994, va ser la 31a edició de la Setmana Catalana de Ciclisme. Es disputà en 6 etapes del 21 al 25 de març de 1994. El vencedor final fou l'italià Stefano Della Santa de l'equip Mapei-Clas per davant de Laurent Dufaux i Andrew Hampsten.
Sense la presència de grans figures com Indurain, Rominger o Zülle, començava la "Setmana" amb 152 ciclistes de 19 equips.
La gran escapada de Della Santa a Andorra, li va permetre guanyar un temps que li va ser suficient per aconseguir el triomf final. Cal destacar també el domini dels esprínters italians especialment d'Adriano Baffi.

## Etapes
| Etapa | Data       | Ciutats d'etapa                                                 | km    | Vencedor de l'etapa       | Líder de la general       |
| ----- | ---------- | --------------------------------------------------------------- | ----- | ------------------------- | ------------------------- |
| 1a    | 21 de març | Lloret de Mar – Lloret de Mar                                   | 174,0 | Àngel Edo (ESP)           | Àngel Edo (ESP)           |
| 2a    | 22 de març | Lloret de Mar – Caves Segura Viudas (Torrelavit)                | 178,0 | Nicola Minali (ITA)       | Adriano Baffi (ITA)       |
| 3a    | 23 de març | Caves Segura Viudas (Torrelavit) - Alt de la Rabassa ( Andorra) | 191,0 | Stefano Della Santa (ITA) | Stefano Della Santa (ITA) |
| 4a    | 24 de març | Llívia - Santa Coloma de Gramenet                               | 183,0 | Adriano Baffi (ITA)       | Stefano Della Santa (ITA) |
| 5a A  | 25 de març | Santa Coloma de Gramenet - TVE Sant Cugat                       | 59,4  | Adriano Baffi (ITA)       | Stefano Della Santa (ITA) |
| 5a B  | 25 de març | Circuit de Montjuïc (CRI)                                       | 12,0  | Jesús Montoya (ESP)       | Stefano Della Santa (ITA) |

### 1a etapa[1]
21-03-1994: Lloret de Mar, 174,0 km.:
|   | Ciclista            | Equip                   | Temps      |
| - | ------------------- | ----------------------- | ---------- |
| 1 | Àngel Edo (ESP)     | Kelme                   | 5h 58' 56" |
| 2 | Adriano Baffi (ITA) | Mercatone Uno-Medeghini | m. t.      |
| 3 | Jesper Skibby (DEN) | TVM                     | m. t.      |

### 2a etapa[2]
22-03-1994: Lloret de Mar – Caves Segura Viudas (Torrelavit), 178,0 km.
|   | Ciclista               | Equip                   | Temps      |
| - | ---------------------- | ----------------------- | ---------- |
| 1 | Nicola Minali (ITA)    | Gewiss-Ballan           | 5h 05' 24" |
| 2 | Steffen Wesemann (SUI) | Team Telekom            | m. t.      |
| 3 | Adriano Baffi (ITA)    | Mercatone Uno-Medeghini | m. t.      |

### 3a etapa[3]
23-03-1994: Caves Segura Viudas (Torrelavit) - Alt de la Rabassa, 191,0 km.:
|   | Ciclista                  | Equip      | Temps      |
| - | ------------------------- | ---------- | ---------- |
| 1 | Stefano Della Santa (ITA) | Mapei-Clas | 5h 19' 43" |
| 2 | Ángel Yesid Camargo (COL) | Kelme      | + 01' 20"  |
| 3 | Laurent Dufaux (SUI)      | ONCE       | + 01' 22"  |

### 4a etapa[4]
24-03-1994: Llívia - Santa Coloma de Gramenet, 183,0 km.:
|   | Ciclista             | Equip                   | Temps      |
| - | -------------------- | ----------------------- | ---------- |
| 1 | Adriano Baffi (ITA)  | Mercatone Uno-Medeghini | 4h 13' 09" |
| 2 | Stefano Zanini (ITA) | Navigare-Blue Storm     | + 04"      |
| 3 | Àngel Edo (ESP)      | Kelme                   | m. t.      |

### 5a etapa A[5]
25-03-1994: Santa Coloma de Gramenet - TVE Sant Cugat, 59,4 km.:
|   | Ciclista                | Equip                   | Temps      |
| - | ----------------------- | ----------------------- | ---------- |
| 1 | Adriano Baffi (ITA)     | Mercatone Uno-Medeghini | 1h 18' 13" |
| 2 | Nicola Minali (ITA)     | Gewiss-Ballan           | m.t        |
| 3 | Giovanni Lombardi (ITA) | Lampre-Panaria          | m.t        |

### 5a etapa B[5]
25-03-1994: Circuit de Montjuïc (CRI), 12,0 km.:
|   | Ciclista                  | Equip      | Temps   |
| - | ------------------------- | ---------- | ------- |
| 1 | Jesús Montoya (ESP)       | Banesto    | 16' 15" |
| 2 | Stefano Della Santa (ITA) | Mapei-Clas | + 15"   |
| 3 | Melcior Mauri (ESP)       | Banesto    | + 16"   |

## Classificació General
|    | Ciclista                      | Equip                   | Punts       |
| -- | ----------------------------- | ----------------------- | ----------- |
| 1  | Stefano Della Santa (ITA)     | Mapei-Clas              | 21h 02' 19" |
| 2  | Laurent Dufaux (SUI)          | ONCE                    | + 01' 30"   |
| 3  | Andrew Hampsten (USA)         | Motorola                | + 01' 57"   |
| 4  | Ángel Yesid Camargo (COL)     | Kelme                   | + 02' 08"   |
| 5  | Vicente Aparicio (ESP)        | Banesto                 | + 02' 16"   |
| 6  | Udo Bölts (GER)               | Team Telekom            | + 02' 32"   |
| 7  | Raúl Alcalá (MEX)             | Motorola                | + 03' 01"   |
| 8  | Álvaro Mejía Castrillón (COL) | Motorola                | + 03' 11"   |
| 9  | Fernando Escartín (ESP)       | Mapei-Clas              | + 03' 16"   |
| 10 | Giuseppe Petito (ITA)         | Mercatone Uno-Medeghini | + 03' 17"   |